# 布盧明頓 (堪薩斯州)
布盧明頓（英語：Bloomington）是位於美國堪薩斯州奧斯伯恩縣的一個非建制地區。

## 地理
布盧明頓所處的海拔為高於海平面485米（即1591英呎），而該地所採用的時區為UTC-6，即北美中部時區（CST）。同時該地設有夏令時間，為UTC-6調快一小時，即UTC-5（CDT）。